# Strange Days
Strange Days é o segundo álbum de estúdio da banda norte-americana de rock The Doors, lançado em 2 de outubro de 1967 pela Elektra Records.
É constituído em sua maioria por canções que não foram incluídas no álbum de estreia homônimo do grupo, lançado em janeiro. A última faixa, "When the Music's Over", é um poema semelhante ao épico "The End", presente no disco anterior. O álbum também inclui  "Moonlight Drive", uma das primeiras composições feitas por Jim Morrison.
Desde o seu lançamento em 1967, vendeu mais de 7 milhões de cópias apenas nos Estados Unidos.

## Obra
A capa de Strange Days, fotografada por Joel Brodsky, descreve um grupo de artistas de rua em Nova York. A localização da fotografia é a Sniffen Court, uma pista residencial fora de East 36th Street entre Lexington e a Terceira Avenida em Manhattan. A disponibilidade de tais artistas retratados foi baixa, de modo que o assistente de Brodsky estava como malabarista, enquanto um motorista de táxi recebeu US$ 5 para representar tocando trompete. Anões gêmeos foram contratados, com um aparecendo na capa e que aparece na parte traseira, que é a outra metade da mesma foto na capa. No entanto, uma foto em grupo da banda aparece em um cartaz no fundo de ambas as capas, tendo legendas do nome da banda e álbum (a mesma fotografia apareceu anteriormente na contracapa do álbum de estréia da banda). Por causa da sutileza do título, artista e álbum, a maioria das lojas de discos colocaram adesivos em todas as capas para ajudar os clientes a identificar com mais clareza.

## Faixas
1. "Strange Days" - 3:09
2. "You're Lost Little Girl" - 3:03
3. "Love Me Two Times" (Robby Krieger)– 3:16
4. "Unhappy Girl" – 2:00
5. "Horse Latitudes" – 1:35
6. "Moonlight Drive" (Jim Morrison) – 3:04
7. "People are Strange" – 2:12
8. "My Eyes Have Seen You" – 2:29
9. "I Can't See Your Face in My Mind" – 3:26
10. "When the Music's Over" – 10:59

## Posição nas paradas musicais
Álbum
| Parada                         | Ano  | Posição |
| ------------------------------ | ---- | ------- |
| Estados Unidos (Billboard 200) | 1967 | 3       |

Singles
| Ano  | Single (lado A / lado B)                | Parada            | Posição |
| ---- | --------------------------------------- | ----------------- | ------- |
| 1967 | "People Are Strange" / "Unhappy Girl"   | Billboard Hot 100 | 12      |
| 1967 | "Love Me Two Times" / "Moonlight Drive" | Hot 100           | 25      |